# Julius Gomperz
Julius Gomperz, též Julius von Gomperz (21. září 1823 Brno – 21. února 1909 Brno), byl moravský podnikatel a liberální politik německé národnosti, dlouholetý předseda židovské náboženské obce v Brně, poslanec Moravského zemského sněmu a Říšské rady.

## Životopis
Pocházel z židovské obchodnické rodiny Gomperzů, jejíž členové hráli významnou roli v rakouském hospodářském a akademickém životě. Bratr Max Gomperz byl bankéřem, další bratr Theodor Gomperz působil jako filolog a synovec Heinrich Gomperz byl filozofem. Julius Gomperz vystudoval Vysokou školu technickou ve Vídni a Vídeňskou univerzitu. Během revoluce v roce 1848 se podílel na veřejném životě, vstoupil do Národní gardy v Brně. Podnikl cesty do Anglie a Francie. Po svém dědovi převzal soukenickou továrnu v Hustopečích a roku 1859 byl zvolen do brněnské obchodní a živnostenské komory.
Obchodní komora ho roku 1861 zvolila na Moravský zemský sněm. Na zemském sněmu zasedal až do roku 1905. V roce 1871 ho Moravský zemský sněm zvolil za poslance Říšské rady (celostátní zákonodárný sbor), kde zastupoval kurii obchodních a živnostenských komor, obvod Brno. Za stejnou kurii uspěl i v prvních přímých volbách do Říšské rady roku 1873. Opětovně byl zvolen ve volbách roku 1879, volbách roku 1885 a volbách roku 1891. Na poslanecký mandát rezignoval v důsledku povolání do Panské sněmovny 31. října 1892. Pak byl členem Panské sněmovny, horní jmenované komory Říšské rady, kde setrval až do své smrti. V zákonodárných sborech se zaměřoval na hospodářská témata, vystupoval za ochranu rakouských výrobců proti uherské konkurenci. Podporoval dobré obchodní styky s Balkánem.
Politicky byl orientován jako německý liberál (tzv. Ústavní strana). Na Říšské radě se v roce 1878 i po volbách v říjnu 1879 uvádí jako člen staroněmeckého Klubu levice, po volbách oficiálně Klub liberálů (Club der Liberalen). Od roku 1881 patřil do klubu Sjednocené levice, do kterého se spojilo několik ústavověrných proudů německých liberálů. Za tento klub uspěl i ve volbách roku 1885. Po rozpadu Sjednocené levice přešel do frakce Německorakouský klub. V roce 1890 se uvádí jako poslanec obnoveného klubu německých liberálů, nyní oficiálně nazývaného Sjednocená německá levice. I ve volbách roku 1891 byl na Říšskou radu zvolen za klub Sjednocené německé levice.
Zůstával aktivním vyznavačem judaismu, dlouhodobě působil jako předseda židovské náboženské obce v Brně (v letech 1869–1909, ovšem v závěru již jen coby čestný předseda). Od roku 1872 byl předsedou Obchodní a živnostenské komory v Brně. Zároveň působil jako předseda brněnské burzy. Zasedal ve výborech, které organizovaly účast domácích podnikatelů na průmyslových výstavách v Londýně (1862), v Paříži (1867) a na světové výstavě ve Vídni roku 1873 a ve Philadelphii roku 1876. Byl členem mnoha hospodářských spolků. V letech 1854–1878 působil i jako ředitel brněnské pobočky Rakouské národní banky, přičemž roku 1859 byl zvolen jejím cenzorem.

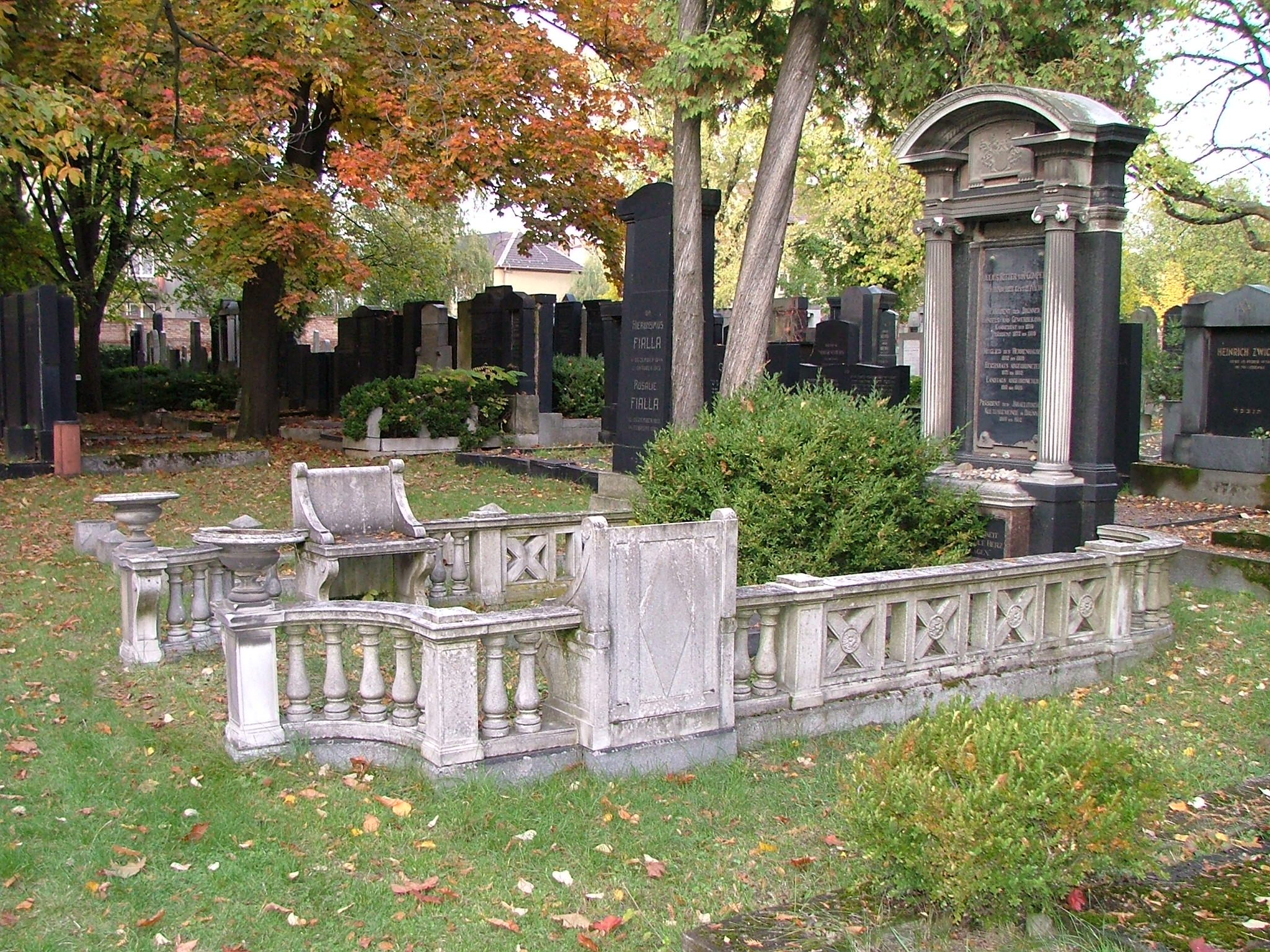
Hrobka rodiny Gomperzovy na židovském hřbitově v Brně-Židenicích

Roku 1863 mu byl udělen rytířský kříž Řádu Františka Josefa, roku 1872 Řád železné koruny III. třídy. Roku 1878 získal titul důstojníka francouzské Čestné legie a byl velkodůstojníkem osmanského řádu Nišan el Iftikar. V září roku 1879 byl povýšen do rytířského stavu.
Zemřel 21. února v Brně. Pohřben byl v rodinné hrobce na židovském hřbitově v Brně-Židenicích.
Jeho manželka Caroline von Gomperz-Bettelheim byla známa jako pianistka a pěvkyně.